# Chinese Volleyball League 1998-1999 (femminile)
La Chinese Volleyball League 1998-1999 si è svolta dal 1998 al 1999: al torneo hanno partecipato 8 squadre di club cinesi e la vittoria finale è andata per la terza volta consecutiva allo Shanghai.

## Squadre partecipanti
- Bayi
- Jiangsu
- Nanjing
- Shanghai
- Sichuan
- Tianjin
- Yunnan
- Zhejiang

## Premi individuali[1]
| Premio                 | Giocatrice  | Squadra  |
| ---------------------- | ----------- | -------- |
| MVP                    | Sun Yue     | Jiangsu  |
| Miglior attaccante     | Chen Jing   | Sichuan  |
| Miglior muro           | Liu Zhenjia | Shanghai |
| Miglior servizio       | Wang Lina   | Bayi     |
| Miglior ricevitrice    | Xiong Zi    | Sichuan  |
| Miglior difesa         | Wu Yongmei  | Bayi     |
| Miglior palleggiatrice | Zhu Yunying | Shanghai |
| Miglior allenatore     | Cai Bin     | Shanghai |

## Classifica finale[1]
| Pos | Squadra  | Verdetto                |
| --- | -------- | ----------------------- |
| 1   | Shanghai | Alla Coppa AVC per club |
| 2   | Zhejiang | Alla Coppa AVC per club |
| 3   | Sichuan  |                         |
| 4   | Bayi     |                         |
| 5   | Jiangsu  |                         |
| 6   | Tianjin  |                         |
| 7   | Yunnan   |                         |
| 8   | Nanjing  |                         |